# إيمان الجابر
إيمان الجابر (ولدت 5 مايو 1968 م)، ممثلة سورية.

## سيرتها
من مواليد اللاذقية في 5 مايو 1968، انضمَّت إلى نقابة الفنانين في سوريا في 3 مارس 1998، وهي حاصلة على ليسانس أدب عربي. من أهم أعمالها المسرحية «نبوخذ نصر»، والإذاعية «ظواهر مدهشة»، ولها فلمان هما الترحال، ونسيم الروح.

## أعمالها

### في التلفزة
- أبو كامل.
- يوميات مدير عام.
- بنت الضرة.

- الخطوات الصعبة.

- تل الصوان.
- سيرة آل الجلالي.
- سفر الياسمين.
- الأيام المتمردة.
- الجذور السوداء .
- خيوط في الظلام.
- الغرباء.
- مذكرات عائلة.
- المستجير.
- الأسوار.
- الإتجاه المعاكس.
- أشجار البحيرة.
- رحلة عذاب.
- البيوت أسرار.
- زوج الست.
- اهل الراية.
- ذكريات الزمن القادم 2003

## وصلات خارجية
- إيمان الجابر على موقع قاعدة بيانات الأفلام العربية